# Blanche Taylor Moore
Blanche Taylor Moore (de soltera Kiser; n. 17 de febrero de 1933) es una asesina convicta y posible asesina en serie estadounidense. Moore está esperando su ejecución en Carolina del Norte por el envenenamiento con arsénico de su amante y, una vez viuda, novio Raymond Reid en 1986. También es sospechosa de las muertes de su padre, una suegra, su primer marido, y del intento de asesinato de su segundo marido, hechos ocurridos entre 1966 y 1989. Actualmente es la persona más longeva en el corredor de la muerte en los Estados Unidos.

## Primeros años
Nació como Blanche Kiser, el 17 de febrero de 1933, en Concord, Carolina del Norte, hija de Flonnie Blanche Kiser (de soltera Honeycutt; 15 de febrero de 1903 - 7 de julio de 1992) y Parker Davis Kiser (21 de diciembre de 1903 - 18 de septiembre de 1966), un obrero de una fábrica y ordenado ministro bautista. El padre de Blanche era un mujeriego y alcohólico, que según ella la obligó a prostituirse para pagar sus deudas de juego; además se sabe que pasaba de citar las escrituras bíblicas a temas sexualmente explícitos al mismo tiempo. Parker Kiser murió a los 62 años el 18 de septiembre de 1966, supuestamente de un ataque al corazón.

## Asesinatos e intento de asesinato
El 29 de mayo de 1952, Blanche se casó con James Napoleon Taylor, un veterano y restaurador de muebles; tuvieron dos hijos, uno en 1953 y otro en 1959. En 1954, Blanche comenzó a trabajar en Kroger como cajera. En 1959, la habían ascendido a cajera principal (aproximadamente el equivalente a un gerente de servicio al cliente en la actualidad), el puesto más alto disponible para una empleada en Kroger en ese momento. En 1962, Blanche comenzó una aventura con Raymond Reid, el gerente de la tienda donde trabajaba.
La suegra de Blanche, Isla Taylor, estaba postrada en cama a mediados de 1970, y Blanche hizo todo lo posible para que la anciana se sintiera cómoda. Cuando Isla murió, el 25 de noviembre de 1970, los médicos atribuyeron su fallecimiento a causas naturales.
Su esposo James Taylor murió el 2 de octubre de 1973; y al igual que la muerte siete años antes (1966) del padre de Blanche la causa de la muerte se informó inicialmente como un ataque cardíaco.
Tras la muerte de Taylor en 1973, Blanche y Reid comenzaron a salir en público. Sin embargo, para 1985, la relación se había agriado. Hay indicios de que comenzó a salir con Kevin Denton, gerente regional de Kroger para la zona de Piedmont Triad; sin embargo, esa relación terminó y ella presentó una demanda por acoso sexual contra Denton y Kroger en octubre de 1985. Denton se vio obligado a renunciar y Kroger resolvió el caso fuera de la corte dos años después por $275,000. En 1985, Blanche también acusó a un "pervertido" desconocido de iniciar dos incendios que dañaron su casa móvil.
El domingo de Pascua, conoció al reverendo Dwight Moore, un divorciado y pastor de la Iglesia Unida de Cristo de Carolina en el condado rural de Alamance. Finalmente, los dos comenzaron a reunirse para comer. Blanche tuvo que esconder su incipiente relación con Moore porque su demanda contra Kroger sostenía que ella estaba "completamente alienada y antagónica con los hombres y no ha sido capaz de mantener ningún contacto social significativo con el sexo opuesto". Mientras salía con Moore, le pidió que le consiguiera un matahormigas a base de arsénico.
En 1986, Raymond Reid desarrolló lo que inicialmente se diagnosticó como un caso de herpes zóster. Fue hospitalizado en abril de ese año y falleció el 7 de octubre de 1986. Los médicos indicaron que la causa de la muerte fue el síndrome de Guillain-Barré. La demanda de Kroger se resolvió un año después. Blanche y Moore comenzaron a verse públicamente poco después de la muerte de Reid. Planearon casarse, pero Blanche fue diagnosticada con cáncer de mama en 1987. La fecha de la boda se retrasó hasta noviembre de 1988, pero Moore desarrolló una misteriosa enfermedad intestinal que requirió dos cirugías para corregirla. El 19 de abril de 1989, la pareja se casó y se fue de luna de miel durante un largo fin de semana en Nueva Jersey. A los pocos días de su regreso, Moore se enfermó gravemente y colapsó después de comer un sándwich de pollo de comida rápida que Blanche le había dado.
Después de varios días de náuseas y vómitos extremos, Moore fue llevado al Hospital del Condado de Alamance el 28 de abril. Durante los dos días siguientes, fue trasladado entre el Condado de Alamance y el Hospital Bautista de Carolina del Norte en Winston-Salem. Luego, Moore fue admitido en el Hospital Memorial de Carolina del Norte en Chapel Hill. A pesar de la hospitalización, su condición se deterioró aún más, amenazando con una falla múltiple de órganos y la muerte. Blanche les había dicho a los médicos que había estado trabajando con herbicidas en su jardín poco después de regresar de su luna de miel. Los doctores Lucas Wong, Jonathan Serody, Mark Murphy y George Sanders, tras hablar con el toxicólogo del hospital, ordenaron un examen toxicológico para comprobar si había habido envenenamiento por herbicida. Los resultados llegaron el 13 de marzo y mostraron que Moore tenía 20 veces la dosis letal de arsénico en su sistema, la mayor cantidad de arsénico encontrada en un paciente vivo en la historia del hospital en ese momento. Moore tenía una constitución particularmente robusta y sobrevivió. Sin embargo, nunca recuperó la sensación completa en sus manos y pies. En una entrevista televisiva de 2010, Moore dijo que todavía sufre temblores en las manos y debilidad en las piernas.
La Oficina de Investigación del Estado de Carolina del Norte (SBI) y la policía fueron notificadas por el hospital de los resultados de toxicología de Moore. Al ser entrevistado por la policía desde su cama de hospital, mencionó que un exnovio de Blanche murió a causa del síndrome de Guillain-Barré, que presenta síntomas similares al envenenamiento por arsénico. Los investigadores también descubrieron que Blanche había intentado cambiar la pensión de Moore para convertirse en la beneficiaria principal. A la luz de estas revelaciones, los investigadores ordenaron las exhumaciones de su primer marido James Taylor, su antigua suegra Isla Taylor, su amante Raymond Reid y su padre Parker Kiser. Las autopsias posteriores mostraron elevados niveles de arsénico en los cuerpos. Se determinó que los niveles encontrados en Reid y Taylor eran fatales, por lo que se reclasificaron sus muertes como resultado del envenenamiento por arsénico. También se supo que los médicos del Hospital Baptista, donde Reid fue internado en 1986, habían ordenado un examen toxicológico para él en ese momento. Sin embargo, el día en que se hizo el examen, el residente responsable de atender a Reid rotó a otro hospital, y el nuevo residente nunca pasó los resultados a la cadena de mando. Esos resultados habían mostrado un nivel extremadamente alto de arsénico en el sistema de Reid.
Durante los interrogatorios, Blanche declaró que tanto Moore como Reid se sentían deprimidos y sugirió que probablemente ellos mismos habían estado tomando arsénico, algo que los investigadores encontraron altamente improbable. Además, resultó que ella todavía mantenía relaciones con Reid casi al mismo tiempo que comenzó a salir con Moore, lo que generó más preguntas sobre su posible participación en la enfermedad y muerte de Reid. Blanche también le cortó el cabello a Moore en un intento de evitar que el SBI obtuviera muestras de cabello. En su lugar, se utilizaron muestras de vello púbico. El 18 de julio de 1989, Blanche fue arrestada y acusada de asesinato en primer grado por las muertes de Reid y Taylor. También fue acusada de agresión con arma mortal por el envenenamiento de Moore. Más tarde, los fiscales retiraron los cargos en los casos de Taylor y Moore, después de que fuera condenada a muerte por el asesinato de Reid.

### Lista de víctimas
- Parker Davis Kiser (62), murió el 18 de septiembre de 1966; las exhumaciones mostraron envenenamiento por arsénico. Blanche no fue condenada por su muerte.[7]

- Isla Taylor (83), murió el 25 de noviembre de 1970; las exhumaciones mostraron envenenamiento por arsénico. Blanche no fue condenada por su muerte.[8]

- James Napoleon Taylor (45), murió el 2 de octubre de 1973; las exhumaciones mostraron envenenamiento por arsénico. Blanche no fue condenada por su muerte.[9]

- Raymond Reid (50), murió el 7 de octubre de 1986; su muerte se debió por envenenamiento por arsénico. Blanche fue condenada a muerte el 18 de enero de 1991 por su asesinato.[10]

- Dwight William Moore, enfermo gravemente en 1989 a causa de envenenamiento por arsénico pero sobrevivió. Blanche no fue condenada por este hecho. Murió el 11 de enero de 2013, a los 78 años de edad, de causas naturales.[11]

## Juicio, condena y sentencia
El juicio se inició en Winston-Salem el 21 de octubre de 1990. Blanche negó rotundamente haberle dado comida a Reid. Sin embargo, el estado presentó a cincuenta y tres testigos que testificaron sobre sus viajes diarios al hospital con comida. Al estado le resultó más fácil de lo esperado presentar un caso tan complejo porque la exesposa y los hijos de Reid demandaron al Baptist Hospital por negligencia. Pudieron hacer que se desestimara el plazo normal de prescripción por homicidio culposo porque pudieron probar que Blanche, como albacea de la herencia de Reid, debería haber sido la persona que se enterara de la prueba de toxicología. La familia Reid argumentó que Blanche les impidió fraudulentamente averiguar sobre la prueba; un precedente de larga data en los tribunales de EE. UU. sostiene que las leyes de prescripción no se aplican cuando el acusado se involucra en un ocultamiento fraudulento.
Según los términos de un acuerdo entre la oficina del fiscal de distrito del condado de Forsyth y los abogados de la familia Reid, esta última parte reunió la mayor parte de las pruebas contra Blanche. Aunque los tribunales han interpretado la protección de la Quinta Enmienda contra la autoincriminación de manera muy amplia para los casos penales, estas protecciones generalmente no se aplican en los casos civiles. La ley civil también permite mucha más libertad para búsquedas y citaciones.
Blanche Moore fue condenada el 14 de noviembre de 1990. El 17 de noviembre, el jurado recomendó la pena de muerte. El 18 de enero de 1991, el juez presidente coincidió con el jurado y sentenció a Moore a morir por inyección letal. Semanas después de que Blanche fuera sentenciada a muerte, Dwight Moore solicitó el divorcio y más tarde se volvería a casar y se mudaría a Virginia. Blanche actualmente reside en la Institución Correccional para Mujeres de Carolina del Norte como prisionera #0288088. Escribió música en el pasado y pasa su tiempo escribiendo poesía. Los problemas de salud en la prisión han obligado a Moore a someterse a quimioterapia como a radioterapia. Debido a las apelaciones automáticas en curso, Blanche ha podido evitar la ejecución por más de 28 años. Ella mantiene su inocencia hasta el día de hoy.
Uno de los abogados de Blanche, David Tamer, se apropió indebidamente de los fondos de sus clientes, incluido el de ella, y fue declarado culpable de malversación de fondos. También tenía un historial de problemas mentales. En 2010, Moore y otros once condenados a muerte del condado de Forsyth presentaron una moción para convertir sus sentencias a cadena perpetua sobre la base de la Ley de Justicia Racial del estado. Básicamente, la cuestión era la composición racial de los jurados. Dwight Moore le dijo a la estación WXII-TV de Winston-Salem que no tiene objeciones a que su exesposa busque que se anule su sentencia de muerte. Dwight murió el 11 de enero de 2013 por causas naturales.
En febrero de 2023, Moore cumplió 90 años de edad y 32 años en el corredor de la muerte, lo que la convierte en la persona más longeva que esta esperando una ejecución en los Estados Unidos. No obstante, el estado de Carolina del Norte no ha ejecutado a ningún reo en general desde el año 2006. 

## Representaciones

### Película
- Una película para televisión basada en el libro de Jim Schutze titulada Black Widow Murders: The Blanche Taylor Moore Story fue estrenada en 1993, Elizabeth Montgomery interpreta el papel de Moore.[18]

### Televisión
- El episodio 66 (Caso 66 La viuda negra) de Casefile True Crime Podcast cubre el caso de Blanche Taylor Moore, incluidos los crímenes, la investigación y el juicio.

- En 1999, la serie The New Detectives de Discovery Channel, temporada 4, episodio 6, "Women Who Kill", presentó el crimen de Blanche Taylor Moore.

- En el episodio 466, temporada 27 (2020) de Snapped se presenta el caso de Blanche Taylor Moore.[19]

- Su caso es recreado en la serie de televisión Las verdaderas mujeres asesinas (Deadly Women) de Investigation Discovery, en el episodio 3 de la Temporada 1 (2005).